# Sołone
Sołone UA-12 osiedle typu miejskiego w obwodzie dniepropetrowskim na Ukrainie. Siedziba władz rejonu sołoniańskiego.

## Historia
Osada założona na początku XVIII wieku.

## Ludność
W 1966 liczyła 3700 mieszkańców.